# Parachabora pseudanaetia
Parachabora pseudanaetia är en fjärilsart som beskrevs av Dyar 1918. Parachabora pseudanaetia ingår i släktet Parachabora och familjen nattflyn. Inga underarter finns listade i Catalogue of Life.